# Kionophyton sawyeri
Kionophyton sawyeri är en orkidéart som först beskrevs av Paul Carpenter Standley och Louis Otho Otto Williams, och fick sitt nu gällande namn av Leslie Andrew Garay. Kionophyton sawyeri ingår i släktet Kionophyton och familjen orkidéer. Inga underarter finns listade i Catalogue of Life.